# 피노키오의 모험

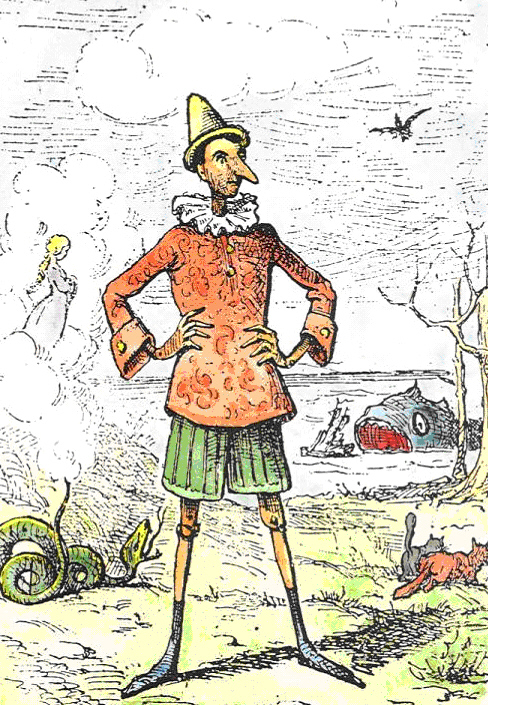
피노키오

《피노키오의 모험》(이탈리아어: Le avventure di Pinocchio)은 1883년 이탈리아의 극작가 카를로 로렌치니의 동화이다. 소목장 제페토가 장작을 깎아서 인형을 만들어 피노키오라고 이름을 붙였다.

## 창작
토스카나 출신의 언론 작가 카를로 로렌치니가 1881년 피노키오의 초안을 ‘Giornale dei bambini(소년신문)’에 쓰게 된 동기는 어린이의 정서를 가꾼다는 교육적 동기 이외에 콜로디(Collodi, 카를로의 필명)가 처한 가난 때문인 것으로 알려져 있다. 콜로디가 동화의 전개를 위해 밑바탕으로 삼은 것은 이탈리아의 희극(이탈리아어: commedia dell'arte)으로서 특히 할레킨, 풀치넬라의 가면극으로 여겨진다. 이는 인형 피노키오를 상징하는 광대 모자에 부분적으로 표현되고 있으며 잣나무를 깎아 만든 피노키오는 실에 묶어 움직이게 하는 인형극에 등장하는 목각 인형을 떠오르게 한다.

## 우리말 번역
- 아틸리오 무시노 그림, 이승수 옮김, 비룡소, 2020년 9월 10일

## 같이 보기
- 가장 많이 팔린 책 목록